# Liste de festivals de culture traditionnelle au Québec
Voici une liste de festivals mettant en valeur les arts traditionnels québécois tels que la gigue, la musique traditionnelle, le fléché ou encore le conte traditionnel.

## Bas-Saint-Laurent
- Festival des chants de marins (Saint-Jean-Port-Joli)[1]
- Le Jeune Archet (Témiscoua-sur-le-Lac)
- Le Rendez-vous des Grandes Gueules (Trois-Pistoles)[2]

## Gaspésie–Îles-de-la-Madeleine
- Fête du bois flotté (Sainte-Anne-des-Monts)
- Festival La Virée (Carleton-sur-Mer)[3],[4]

## Saguenay–Lac-Saint-Jean
- Festival de contes et légendes Atalukan (Mashteuiatsh)[5]
- Les Grandes veillées (La Baie)[6]

## Capitale-Nationale
- Festival de contes et menteries (Québec)[7],[8]
- Festival de folklore de l'Isle-aux-Coudres
- Les Rendez-Vous ès TRAD (Québec)
- Festival des tambours de Portneuf

## Chaudière-Appalaches
- Festival celtique de Kinnear's Mills
- Festival Celtes et Cie (Saint-Malachie)
- Carrefour mondial de l'accordéon (Montmagny)
- Festival international du conte Jos Violon de Lévis

## Mauricie
- Le Printemps des Beaux parleurs (Trois-Rivières)[9]
- Festival Trad de Shawinigan (inactif)

## Centre-du-Québec
- Mondial des Cultures (Drummondville) (inactif)

## Estrie
- Festival des traditions du monde (Sherbrooke)[10]
- Festival du violon traditionnel de Sutton[11]
- Festival de conte Les jours sont contés (Sherbrooke)[12]

## Montréal
- Festival Trad Montréal

## Lanaudière
- Festitrad (Saint-Gabriel)[13]
- Festival Mémoire et Racines (Saint-Charles-Borromée)
- Festival Fou du Fil présenté par la Maison Rosalie-Cadron (Lavaltrie)

## Montérégie
- Festival Chantez-vous bien chez-nous (Saint-Bernard-de-Michaudville)[14]
- Festival Chants de Vielles (Saint-Antoine-sur-Richelieu)

## Outaouais
- Festival de la fibre Twist (Saint-André-Avellin)[15]
- Ripon Trad (anciennement le Festival de musique traditionnelle de Papineau)[16]

## Abitibi-Témiscamingue
- Festival de contes et légendes en Abitibi-Témiscamingue (Val-d'Or)[17],[18]
- Festival de musique trad Val d'Or[19]

## Côte-Nord
- Festival du conte et de la légende de l'Innucadie (Natashquan)[20],[21]